# Put Your Love on Me
Put Your Love on Me är en låt av svenske sångaren och fotbollsspelaren Boris René. Låten skrevs av René själv tillsammans med Tobias Lundgren och Tim Larsson. Den deltog i Melodifestivalen 2016, och kvalificerade sig till Andra chansen från den tredje semifinalen. Låten gick vidare till finalen och slutade på en tionde plats.